# Val Thuras
La Val Thuras (detta anche Val Thures) è una valle laterale della Val di Susa in Piemonte (Provincia di Torino). 

## Toponimo
La valle viene chiamata Val Thuras o valle del Thuras in riferimento al torrente Thuras che la percorre.
La valle viene anche detta Val Thures o Valle di Thures dalla principale borgata che si incontra in valle, Thures.

## Geografia
La valle è totalmente compresa nel comune di Cesana Torinese ed è percorsa dal torrente Thuras affluente del Ripa. Inizia a Bousson a sud dell'abitato di Cesana Torinese ed ha andamento nord-sud; ad ovest è delimitata dal confine con la Francia e ad est confina con la Valle Argentera con la quale si unisce all'altezza di Bousson. A sud la valle termina al Col Thuras che la collega con il Queyras francese.
La valle è contornata da montagne che si elevano fin oltre i tremila metri. Le principali sono:
- Punta Ramiere - 3.303 m
- Punta Ciatagnera - 3.294 m
- Punta Merciantaira - 3.293 m
- Roc del Boucher - 3.285 m
- Cima del Pelvo - 3.264 m
- Monte Terra Nera - 3.100 m
- Cima Dormillouse - 2.945 m
- Monte Furgon - 2.815 m
- Cima Dorlier - 2.758 m
- Monte Giassiez- 2.588 m
- Cima Saurel - 2.451 m
- Cima Fournier - 2.424 m
- Cima del Bosco - 2.377 m

La valle comprende un Sito di interesse comunitario del Piemonte denominato Valle Thuras.

## Località
Le località principali della valle sono frazioni di Cesana Torinese e sono:
- Champ Quartier
- Lauze
- Rif la Chenal
- Thures-Gorlier
- Rhuilles
- Thures
- Thuras.

## Infrastrutture
La valle è percorsa da una strada ex militare che diventa presto sterrata e che in alta valle è particolarmente rovinata da vari attraversamenti di acqua.
In alta valle è stato costruito ed inaugurato nel 2008 il Bivacco Andrea Tornior (2.552 m) a cura della sezione di Susa del Club Alpino Italiano.
Nella Piana di Rhuilles si sviluppava fino al 2011 parte del comprensorio sciistico di fondo Sentieri di Neve Piste della Luna, che proseguiva i suoi tracciati anche nella valle laterale di Chabaud e nell'area di Lago Nero Sagnalonga. Questo comprensorio si estendeva per circa ottanta chilometri. Risultava essere infatti uno dei comprensori di sci di fondo e fondo escursionistico più vasti delle Alpi Occidentali. Le piste erano gestite dall'Associazione Arnica Montana www.arnicamontana.net di Bousson. Il comune di Cesana nel 2011 decise di porre fine alla gestione del comprensorio sciistico da parte dell'Associazione, negando il comodato d'uso del mezzo battipista, acquistato con il contributo della Provincia di Torino ad Arnica Montana. Il comune decise di affidare il mezzo all'esercito, di fatto ponendo fine all'esistenza del comprensorio, ormai inattivo dall'aprile 2011.